# ХТЗ-161 (трактор)
Т-161 — сімейство універсальних інтегральних орно-просапних колісних тракторів, призначене для виконання енергоємних сільськогосподарських робіт загального призначення, а також вирощування і збирання просапних культур, що випускається Харківським тракторним заводом з 1997 року.
Трактор обладнаний двигуном Дойц потужністю 180 к.с., одномісною каркасною безпечною кабіною з центральною посадкою водія і можливістю устаткування на реверс, КПП з перемиканням передач на ходу без розриву потоку потужності, із заднім гідравлічним навісним пристроєм вантажопідйомністю 4,5 тонни, колесами з шинами 16,9R38, 9,5R42 або 66x43R25, без переднього навісного пристрою із заднім незалежним ВОМ на 1000 і 540 об/хв.

## Модифікації
- ХТЗ-16131 — базова модель, комплектуэться дизельним двигуном Deutz BF6M1013E потужністю 160-180 к.с.[1][2][3]
- ХТЗ-16131-05 — модифікація з дизельним двигуном ММЗ Д-260 потужністю 180 к.с.
- ХТЗ-16031 — модифікація з дизельним двигуном СМД-19Т.02 потужністю 152 к.с.
- ХТЗ-16132 — модифікація з дизельним двигуном Deutz BF6M1013E потужністю 175 к.с.
- ХТЗ-16133 — модифікація з дизельним двигуном Deutz BF6M1013E потужністю 170 к.с.
- ХТЗ-16231 — модифікація з дизельним двигуном ММЗ Д-260.9-60 потужністю 170 к.с.
- ХТЗ-16331 — модифікація з дизельним двигуном КамАЗ-740.02-18 потужністю 180 к.с.
- ХТЗ-121 — модифікація з дизельним двигуном СМД-19Т.02 потужністю 152 к.с.